# دستکش فر

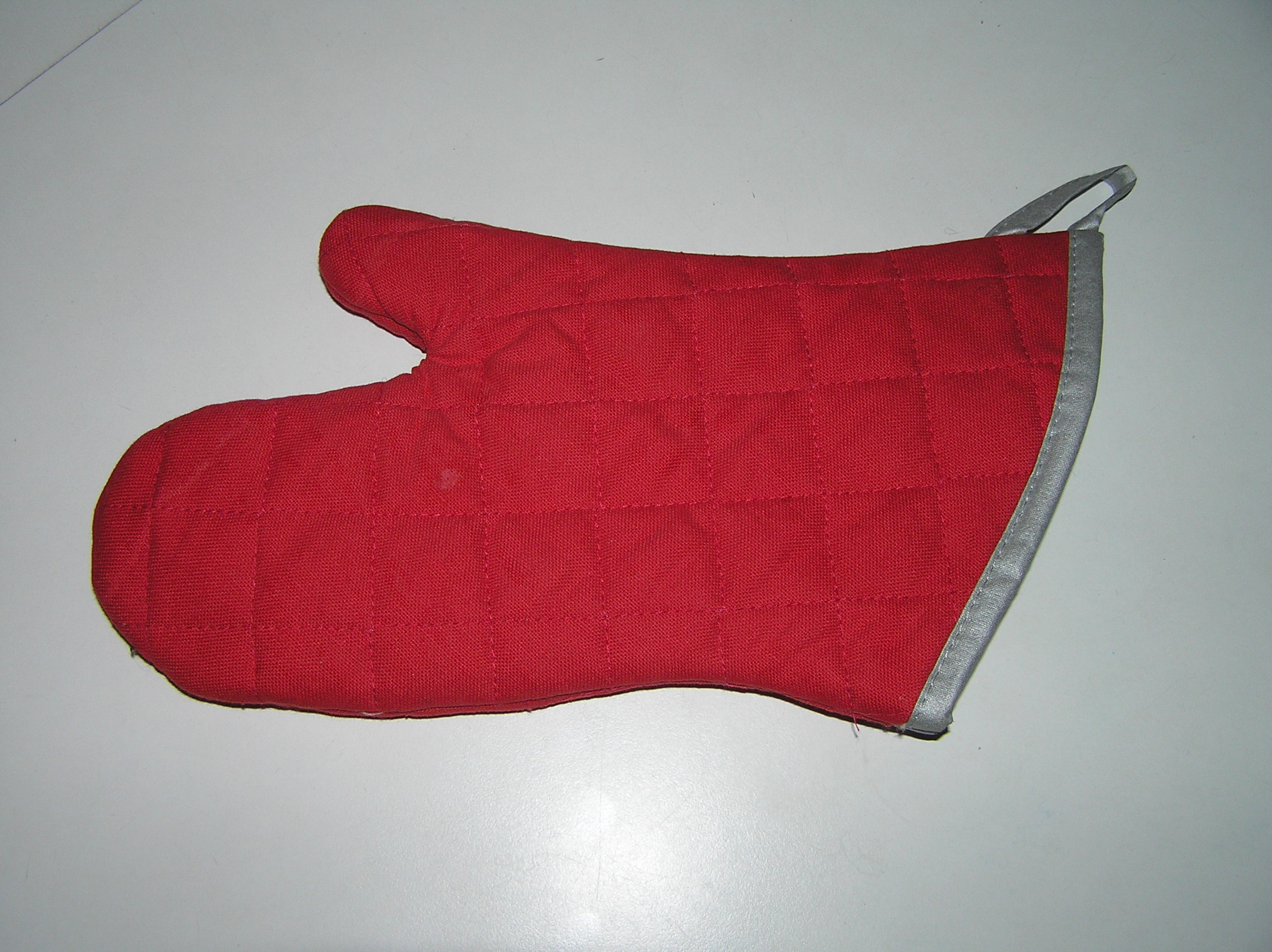

دستکش فر (به انگلیسی: Oven glove) دستکشی عایق است که معمولاً در آشپزخانه استفاده می‌شود تا به راحتی از دست کاربر در برابر اشیاء داغ مانند اجاق گاز، ظروف پخت و پز و غیره محافظت کند. آنها شبیه به نگهدارنده‌های قابلمه هستند. دستکش‌های پارچه ای از عایق حرارتی احاطه شده توسط پارچه پنبه ای تشکیل شده‌اند که معمولاً از الگوهای تزئینی تشکیل شده‌است. دستکش‌های فرهای جدید اغلب با سیلیکون ساخته می‌شوند که آنها را در برابر آب و لکه‌ها مقاوم می‌کند یا از مواد مصنوعی قوی‌تری مانند کولار یا نومکس ساخته می‌شوند. دستکش‌های فر اغلب به صورت تکی به جای جفت فروخته می‌شوند که برای پوشیدن روی هر دو دست طراحی شده‌اند.